# Politiken (svensk tidning)
Politiken var en svensk vänstersocialdemokratisk tidning utgiven i Stockholm 1916-1917. Organisationsanknytning för tidningen var Socialdemokratiska vänsterpartiet. Tidningen byter 2 november 1917 namn till Folkets dagblad politiken. Tidningens fullständiga titel var Politiken - Bröd, Frihet och Självansvar. 

## Redaktion
Redaktionsort  var Stockholm hela utgivningstiden.
| Period                 | Ansvarig utgivare              | Titel                  | Period                 | Redaktör     | Kommentar |
| 1916-04-25--1916-11-16 | Åkerberg, Helge August Teodor  | Målaren                | 1916-04-27--1916-04-27 | Nerman, Ture | Källa: Tidningen 1916-04-27, slutdatum okänd. Troligen var han redaktör under hela tidningens utgivningsperiod |
| 1916-11-16--1917-05-09 | Åström, Ernst Valdemar Åke     | Ekonomichefen          |                        |              | |
| 1917-05-09--1917-10-16 | Friman, Erik Enoch Albertinus? | Redaktionssekreteraren |                        |              | |
| 1917-10-17--1917-11-01 | Grimlund, Otto Bernhard        | Journalisten           |                        |              | |

## Tryckning
Förlagsnamnet var  Andelsföreningen Politiken Stockholm. Tryckeri från 27 april 1916 till 30 juni 1917  var Wilhelmssons Boktryckeri A-B sedan  1917-07-02--1917-11-01 Stockholms bokindustri AB. Tidningen kom ut 3 dagar i veckan 1916 tisdagar, torsdagar och lördagar. Under 1917 var tidningen sexdagarstidning. Sidantalet var först 8 sedan 4 sidor. Tidningen trycktes i svart på satsyta som var stor 55x40 cm. Priset var 1917 11 kronor.
En edition , en landsortsupplaga kom ut under 1917.